# Parasomatidia kaszabi
Parasomatidia kaszabi là một loài bọ cánh cứng trong họ Cerambycidae.